# 喬治·秀拉
喬治·皮埃尔·秀拉（法語：Georges Pierre Seurat，1859年12月2日—1891年3月29日），是法國後印象派及新印象派畫家。他以其運用色彩理論之分色主義（英語：chromoluminarism 或 divisionism）與點彩畫作品為人所知；同時，他的conté蠟筆（英語：conté crayons、conté sticks 或 conté）粉彩作品也廣受讚譽。
他的藝術創作風格一方面呈現出極端且細緻的感知能力，另一方面又表現出對於抽象邏輯的熱情，還有近乎數學計算式的精確思考。
他的代表作《大碗島的星期天下午》（法語作品名：Un dimanche après-midi à l'Île de la Grande Jatte，或譯《大傑特島的星期日下午》）造成了新印象派的出現，改變了現代藝術的發展方向；該作品也是19世紀晚期最具代表性的繪畫作品之一。
他與保羅·希涅克為點彩畫派最主要的代表人物。

## 生平概略

### 家庭與教育
1859年12月2日，他出生於巴黎邦迪街（法語：rue de Bondy；今稱勒內·布朗熱街，法語：rue René Boulanger）60號；他的家族在1862年或1863年遷居至馬真塔大道（法語：boulevard de Magenta）136號（原址現為110號）。 他的父親 Antoine Chrysostome Seurat 來自香檳，是一名前法律官員，透過對資產之投機性交易而致富；他的母親 Ernestine Faivre 來自巴黎。 他有一兄 Émile Augustin 和一姐 Marie-Berthe。他的父親當時住在勒蘭西，但每週前往馬真塔大道與家人相聚。
他最初在市立雕塑繪畫學校（法語：École Municipale de Sculpture et Dessin）學習藝術；該校所在地接近其位在馬真塔大道之住家，其主要經營者有雕塑家賈斯汀·萊奎恩（Justin Lequien）等。 1878年，他改至法國美術學院學習；在那裡，他的指導者是亨利·萊曼（Henri Lehmann）。當時，他在法國美術學院接受傳統學術培訓，對著古老雕塑的翻鑄複製品素描，或臨摹前輩知名畫家的繪畫作品。 這段學習過程，讓他產生往後作品中經常使用到的創作理論。 1879年11月，該段學習過程結束；他隨後加入軍隊。
離開軍隊後，他返回巴黎，與友人埃德蒙·阿曼-吉恩（法語：Edmond Aman-Jean，或譯埃德蒙·阿曼·讓）共用一工作室。 隨後約兩年期間，他致力於掌握單色繪畫藝術。1883年，他在巴黎沙龍首次公開展出作品；該作品為採用 Conté 蠟筆（英語：conté crayon）粉彩技術及風格創作，以Edmond Aman-Jean為模特兒的肖像畫。 同時，他仔細研究欧仁·德拉克罗瓦的作品，針對其色彩運用進行詳細紀錄。

### 創作《阿尼埃爾浴場》
1883年，他創作了《阿尼埃爾浴場》；該作品內容主要描繪來自巴黎郊區的工人階級青年，在塞納河畔休閒的情景。 雖然該作品在色彩運用上顯現出來自印象畫派的影響，但其中對於人物形象的描繪方式，也顯現出來自他早年受新古典主義訓練的影響。 與印象派典型作法不同的是，他在畫布上作畫前，事先繪製了多幅草稿。
巴黎沙龍拒絕接受該作品，於是他將之展出於獨立藝術家團體（法語：Groupe des Artistes Indépendants）的展覽場合；然而，他很快就意識到該組織不甚理想的運作情況，於是與他在該組織中結識的藝術家查爾斯·安格朗（法語：Charles Angrand）、亨利－埃德蒙·克羅斯（法語：Henri-Edmond Cross）、阿爾貝·杜布瓦-皮萊（法語：Albert Dubois-Pillet）、保羅·希涅克（法語：Paul Signac）等，共同創立獨立藝術家協會。

### 創作《大碗島的星期天下午》
1884年夏，他開始創作《大碗島的星期天下午》。該作品主要描繪人群等於塞納河畔公園中活動之情景。該作品也是他的代表作。

### 其後事業及私人生活
他將自己與瑪德琳·諾布洛赫（法語：Madeleine Knobloch 或 Madeleine Knoblock，1868年-1903年）的愛情關係保密；瑪德琳·諾布洛赫是一位藝術模特兒，曾被他描繪於油畫作品《給自己上粉的年輕女人》（法語作品名：Jeune femme se poudrant）中。在約1889年，她與他開始同居。
1890年2月16日，瑪德琳產下他們的兒子，並將其命名為皮埃爾-喬治（法語：Pierre-Georges）。

1890年夏，他待在格拉沃利訥的海岸地區，並繪製了許多作品。

### 死亡
1891年3月29日，他在父母的住處過世；他的死亡被歸因於某種腦膜炎、肺炎、白喉等。約兩週後，他的兒子也死於類似疾病。 死後，他留下尚未完成的作品《马戏》（法語作品名：Le Cirque）。
1891年3月30日，人們為他在聖文生·德·保祿教堂舉行追思儀式；隔日，他被安葬於拉雪茲神父公墓。
在他去世時，他的伴侶瑪德琳懷著（他們的）第二個孩子，但這個孩子在出生時或出生不久後便死去。

## 用色理論

### 當代概念
19世紀，米歇爾·歐仁·謝弗勒爾（Michel Eugène Chevreul）、奧格登·魯德（Ogden Rood）和大衛·薩特（David Sutter）等科學寫作者撰寫了關於色彩、光學效果和感知的論文。他們將赫爾曼·馮·亥姆霍茲 (Hermann von Helmholtz) 和艾薩克·牛頓 (Isaac Newton) 的科學研究成果改寫為外行人可以理解的表達形式。 許多藝術家懷著極大的興趣關注於其中有關感知的新發現。
米歇爾·歐仁·謝弗勒爾的相關論述，被認為對當時藝術界造成顯著影響，尤其是他所提出的主要和中間色調的色輪之概念。
同時，秀拉受大衛·薩特《視覺現象》（英語：Phenomena of Vision）（1880年）影響。 1880年代，他在索邦大學參與於數學家查爾斯亨利（Charles Henry）的講座；他們在其中討論了線條和顏色的情感特性及象徵意義。

### 顏色的語言
秀拉將色彩理論家關於繪畫的科學方法的概念銘記於心。他相信畫家可以運用色彩在藝術中創造和諧與情感，就像音樂家以對位和變奏在音樂中創造和諧一樣。他認為顏色的科學應用就像任何其他自然法則一樣，並因而決定著手證明該猜想。他認為感知和光學定律的知識，可用於根據自己的啟發式方法，創建一種新的藝術語言，並著手使用線條、顏色強度和顏色模式來展示這種語言；他稱該種語言為 Chromoluminarism（或譯「分色主義」）。
1890年，他寫信給莫里斯·博布（Maurice Beaubourg）並在其中表示：「藝術就是和諧。和諧是色調、顏色和線條的相反和相似元素的類比。在色調中，較淺相對於較深。在顏色中，互補組合為紅綠、橙藍、黃紫。在線條方面，它們構成直角。畫面的和諧，與畫面的色調、顏色和線條相對；這些方面是根據它們的主導地位和在光的影響下，以歡快、平靜或悲傷的組合來考慮」。
其理論或可被概括為：若期望觀者產生歡快情緒，作品可由明亮色調及暖色調等主導，同時運用指向畫面上方的線條。若要觀者產生平靜情緒，作品可運用明暗等價/平衡、暖色和冷色的平衡等創作技巧，以及在畫面中加入水平線條等元素。若期望觀者產生悲傷情緒，創作時可使用深色和冷色，並在畫面中運用指向其中下方的線條。

## 影響
在1911年前後，他的作品所顯示出的創作手法，受到了來自立體主義藝術家的關注。

## 紀念
2021年12月2日，Google網站以首頁塗鴉紀念喬治·秀拉的冥誕。

## 作品集

《大碗岛的阴天》（Gray Weather, Grande Jatte），1888年，收藏於大都會美術館
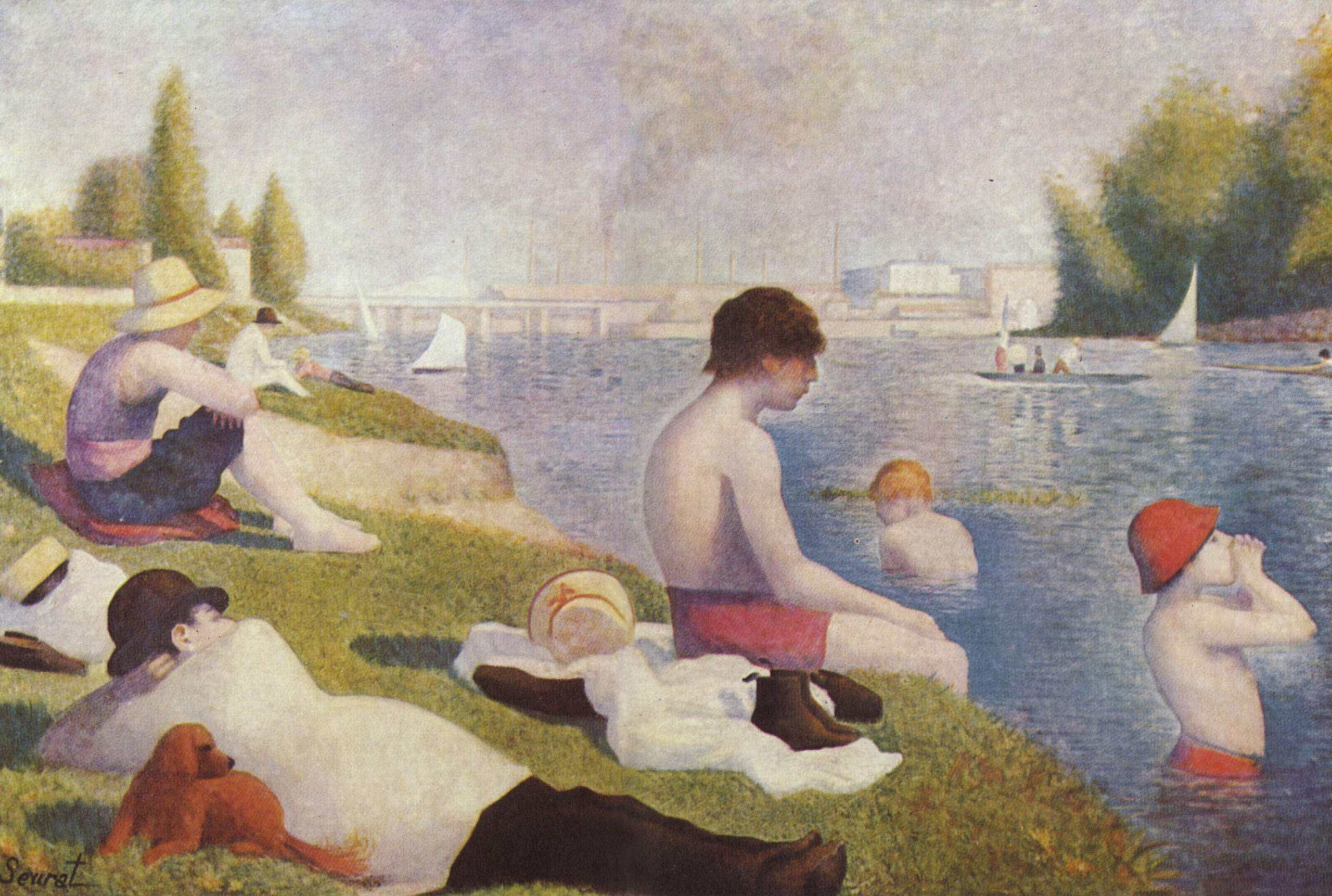
《阿尼埃尔浴场》（Une Baignade, Asnières），1884年，收藏於英國國家美術館
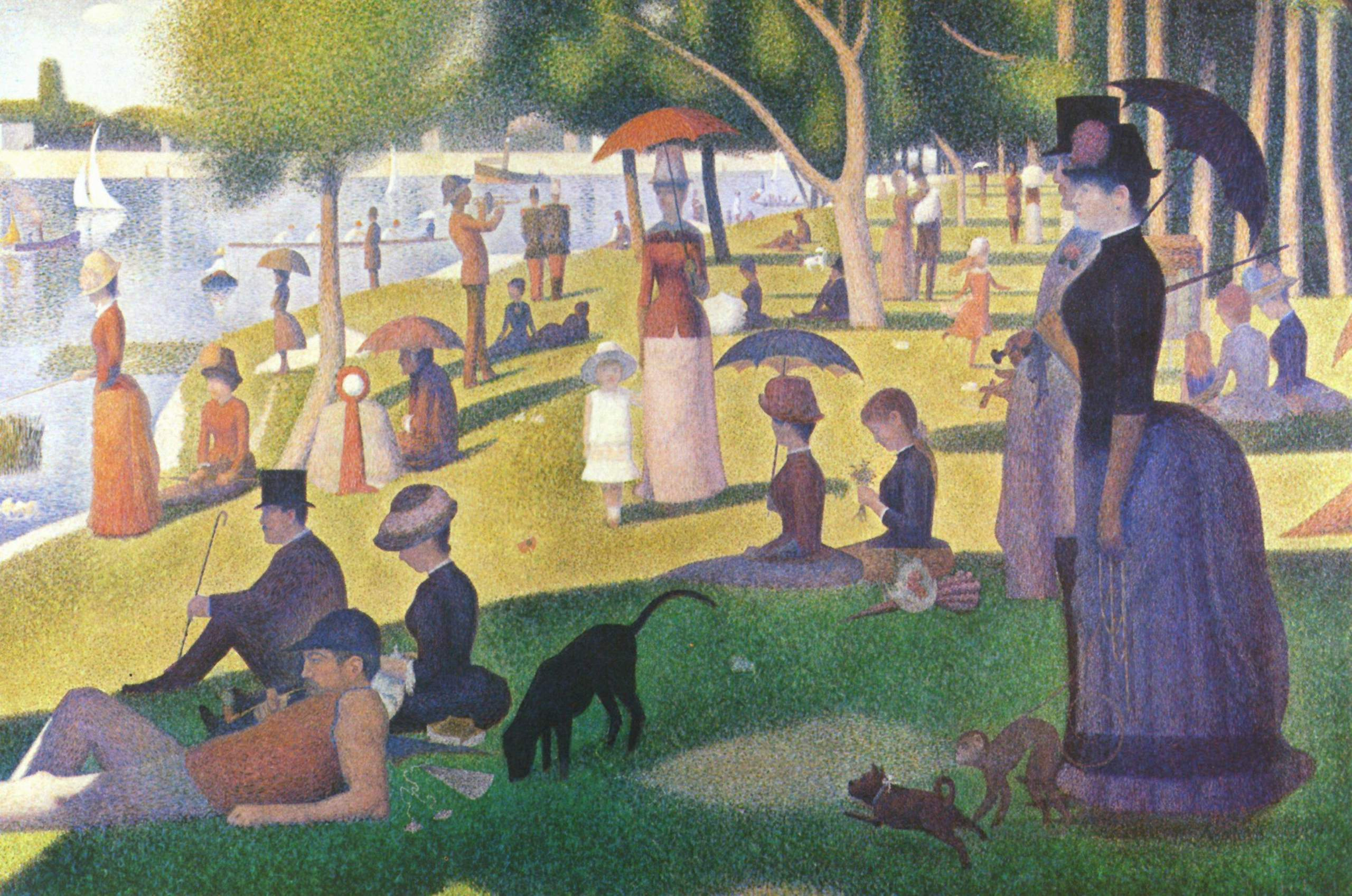
《大碗岛的星期日下午》（Un dimanche après-midi à l'Île de la Grande Jatte），1884年到1886年，收藏於美國芝加哥艺术学院
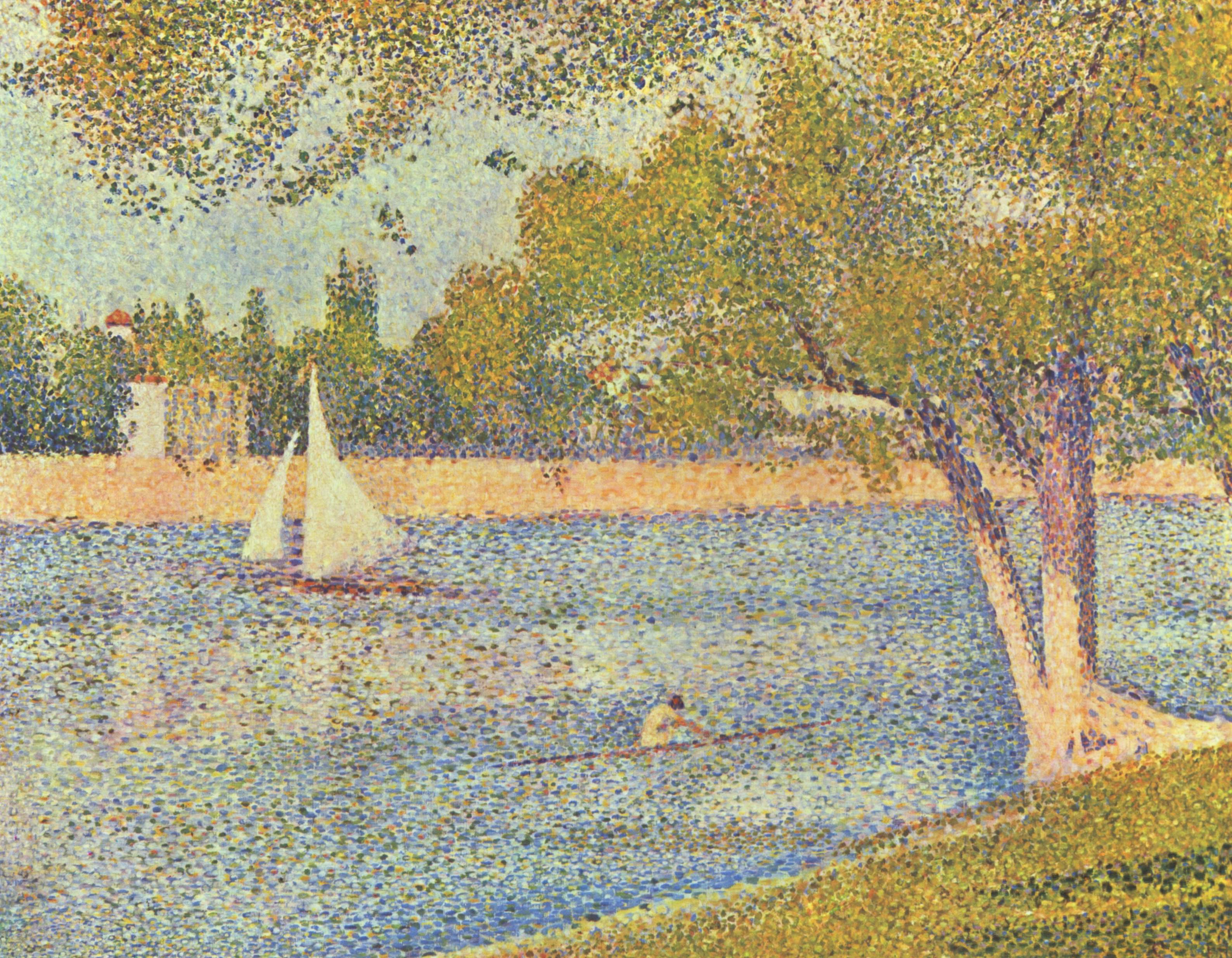
《春天，塞纳河上的大碗岛》（La Seine à la Grande Jatte. Printemps），1888年，收藏于比利时皇家美术博物馆
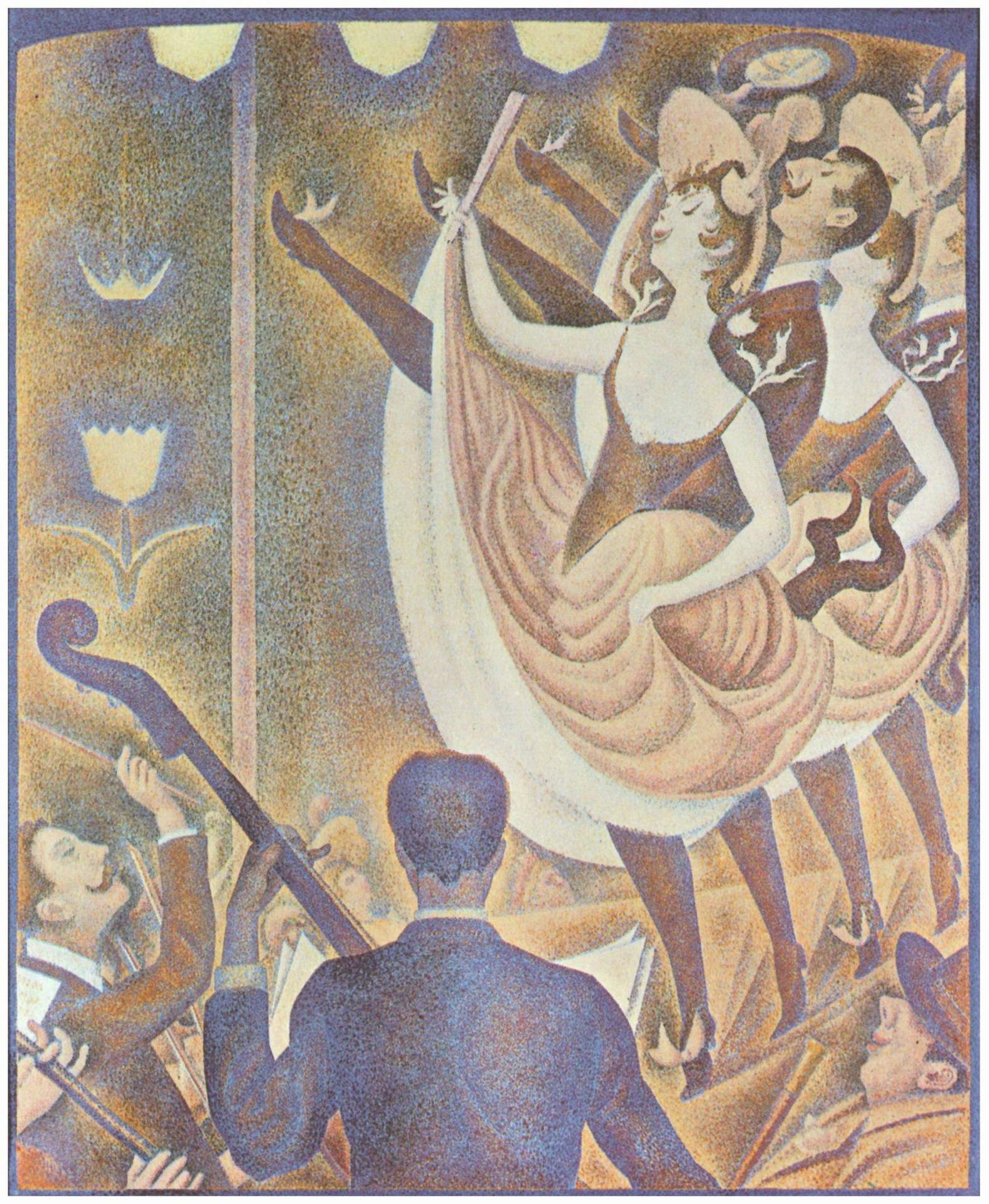
《骚动舞》（Chahut），1889年到1890年，收藏於荷蘭克勒勒-米勒博物館
《擦粉的女人》（Jeune femme se poudrant），1889年到1890年，收藏於伦敦科陶德美術館
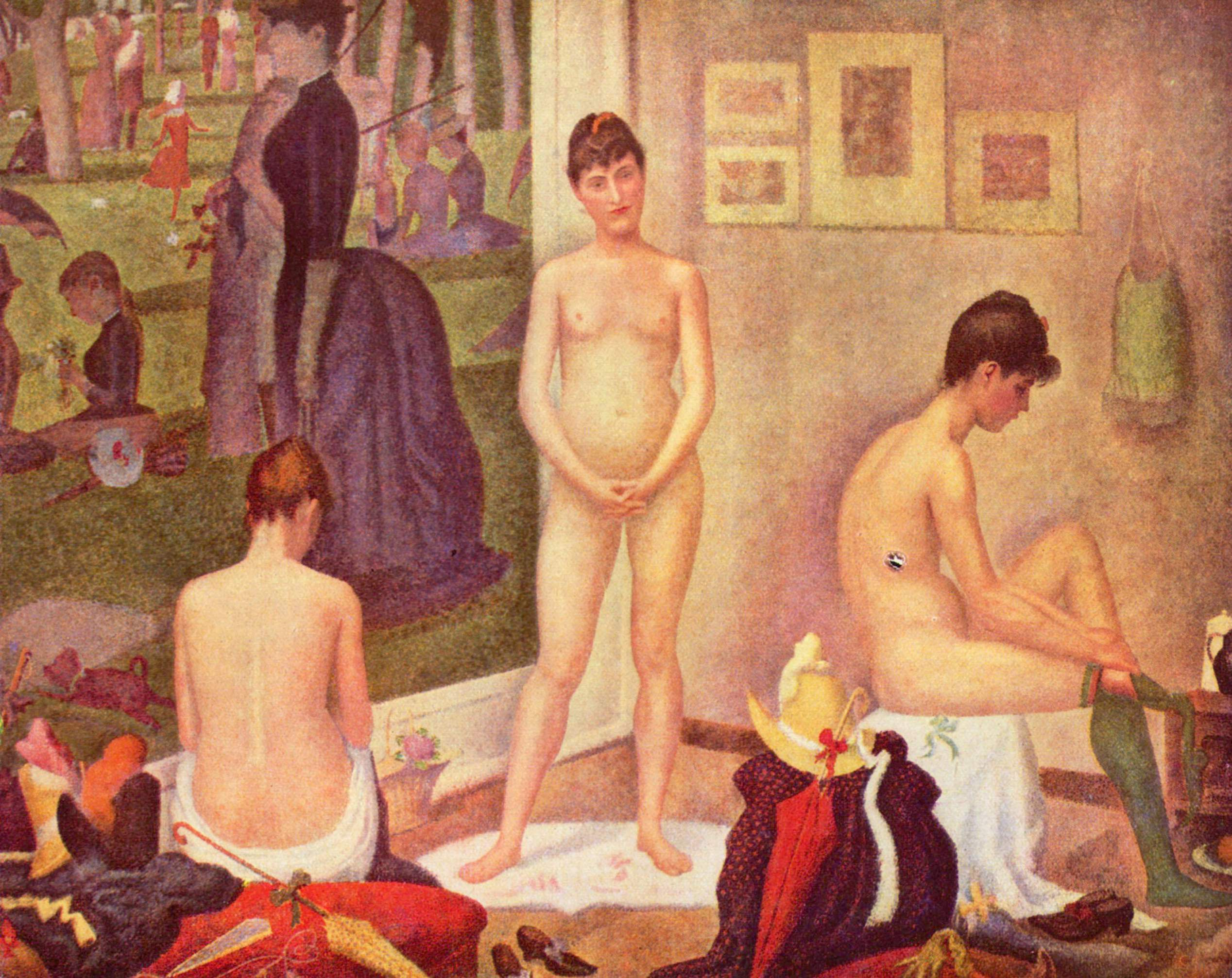
《模特儿》（Les Poseuses），1888年，收藏于费城巴恩斯基金会
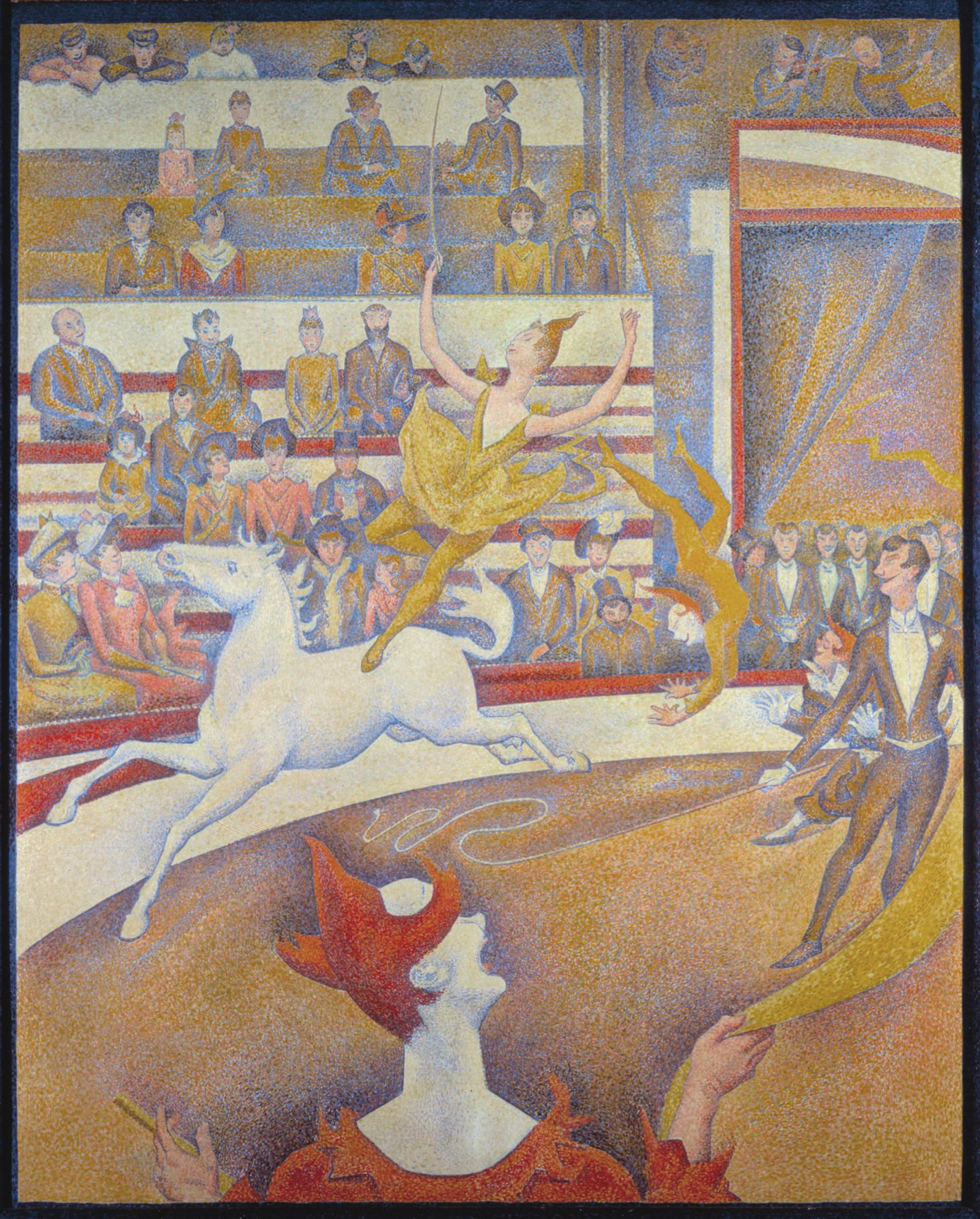
《马戏》（Le Cirque），1891年，由奧塞美術館收藏